# Paride Grillo
Paride Grillo (Varese, 23 april 1983) is een Italiaans wielrenner.
Grillo rijdt voor de Italiaanse ploeg Ceramica Panaria, waarvoor hij eind 2004 debuteerde. De in Varese geboren Grillo begon zijn carrière met overwinningen in de Trofeo Pina e Mario Bazzigallupi en de Trofeo Franco Balestra - Memorial Sabbatini, twee kleine Italiaanse koersen. Er volgden daarna overwinningen in etappes van de Circuit de Lorraine (2005) en Ronde van Denemarken (2005). Eind 2005 brak hij in de Ronde van Lombardije zijn pols.
Begin 2006 won hij voor Panaria de GP van Rennes en de 2e etappe in het Circuit van de Sarthe. Bovendien behaalde hij ereplaatsen in onder andere de Ronde van Qatar en de Tirreno-Adriatico.

## Belangrijkste overwinningen
2005
- 5e etappe Circuit de Lorraine
- 4e etappe Ronde van Denemarken

2006
- Grote Prijs van Rennes
- 2e etappe deel A Omloop van de Sarthe
- 4e etappe Brixia Tour

2007
- 2e etappe Omloop van de Sarthe
- 1e etappe Ronde van Portugal

## Resultaten in voornaamste wedstrijden
| Jaar | Ronde van Italië | Ronde van Frankrijk | Ronde van Spanje |
| ---- | ---------------- | ------------------- | ---------------- |
| 2005 | 143e             |                     |                  |
| 2006 |                  |                     |                  |
| 2007 | opgave           |                     |                  |

| Jaar | Milaan-San Remo |
| ---- | --------------- |
| 2005 |                 |
| 2006 | 145e            |
| 2007 |                 |

Berthou · Beuret · Ferrara · Fournet-Fayard · Genovesi · Grillo · Kocjan · Pardilla · Peruffo · Piechele · Quadranti · Raisoni · Ratti · Ratto · Sella · Tamayo · Terrenzio · Tizza · Tonti · Ventoso · Barindelli (stagiair) · Boaro (stagiair) · Tedeschi (stagiair)